# Old Santeclaus with Much Delight

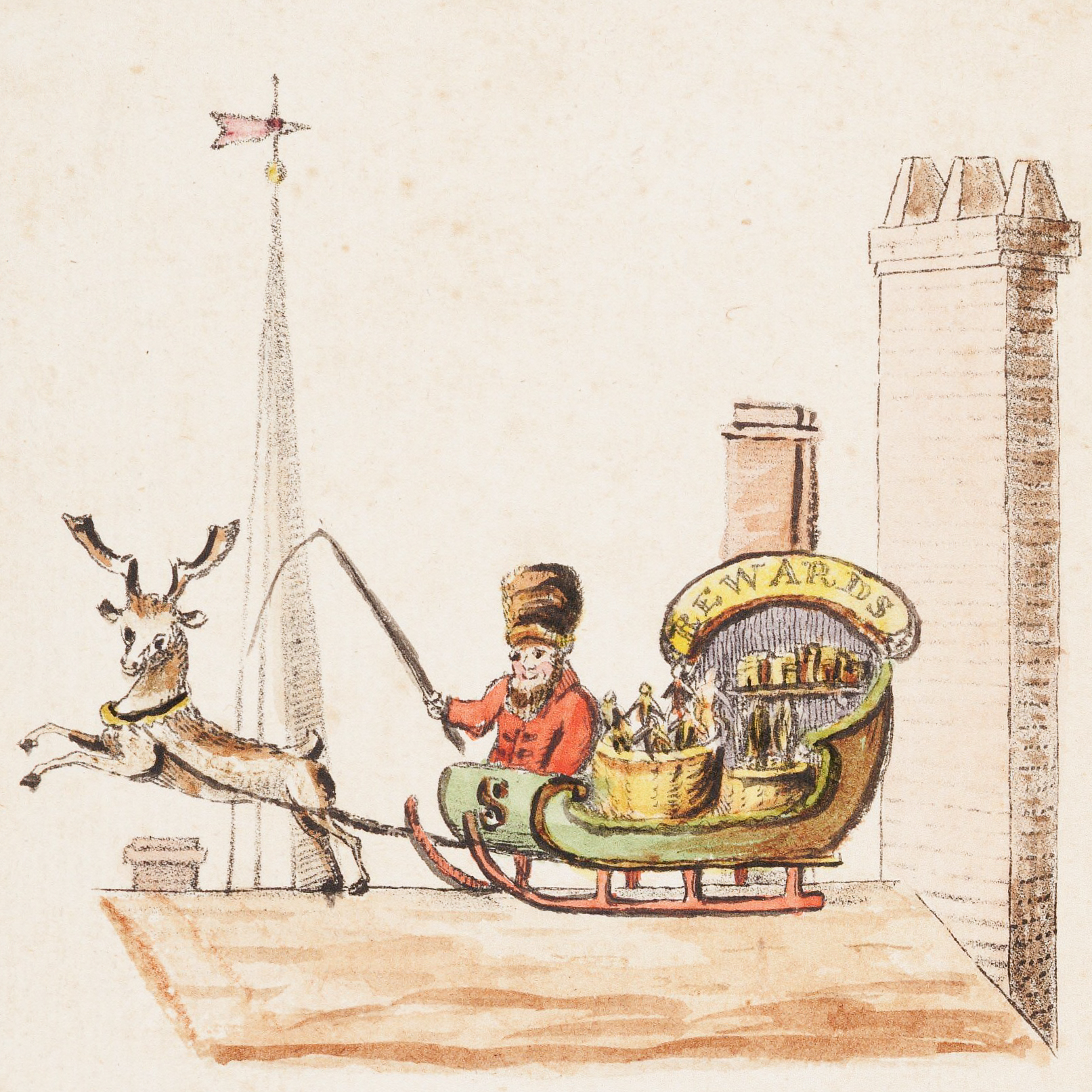
L'illustrazione della prima strofa della poesia

Old Santeclaus with Much Delight è una poesia natalizia per bambini di autore anonimo pubblicata nel 1821 a New York all'interno del libro The Children's Friend: A New-Year's Present, to the Little Ones from Five to Twelve, curato da William B. Gilley. :
La poesia rappresenta un tassello fondamentale nello sviluppo della figura di Babbo Natale/Santa Claus: si tratta infatti del primo testo in cui vengono menzionati una slitta e una renna e del primo testo che associa questa figura alla notte di Natale (anziché il 6 dicembre, giorno di San Nicola), oltre al primo testo che riporta delle illustrazioni del popolare portatore di doni.

## Storia
Gli storici hanno proposto come possibili autori della poesia James Kirke Paulding o Arthur J. Stansbury.
Oltre all'autore del testo, è rimasto anonimo anche l'autore delle illustrazioni (anche se si ritiene possa essere Arthur J. Stanbury), che furono realizzate utilizzando una tecnica nuova per l'epoca, ovvero quella della litografia.

## Contenuto

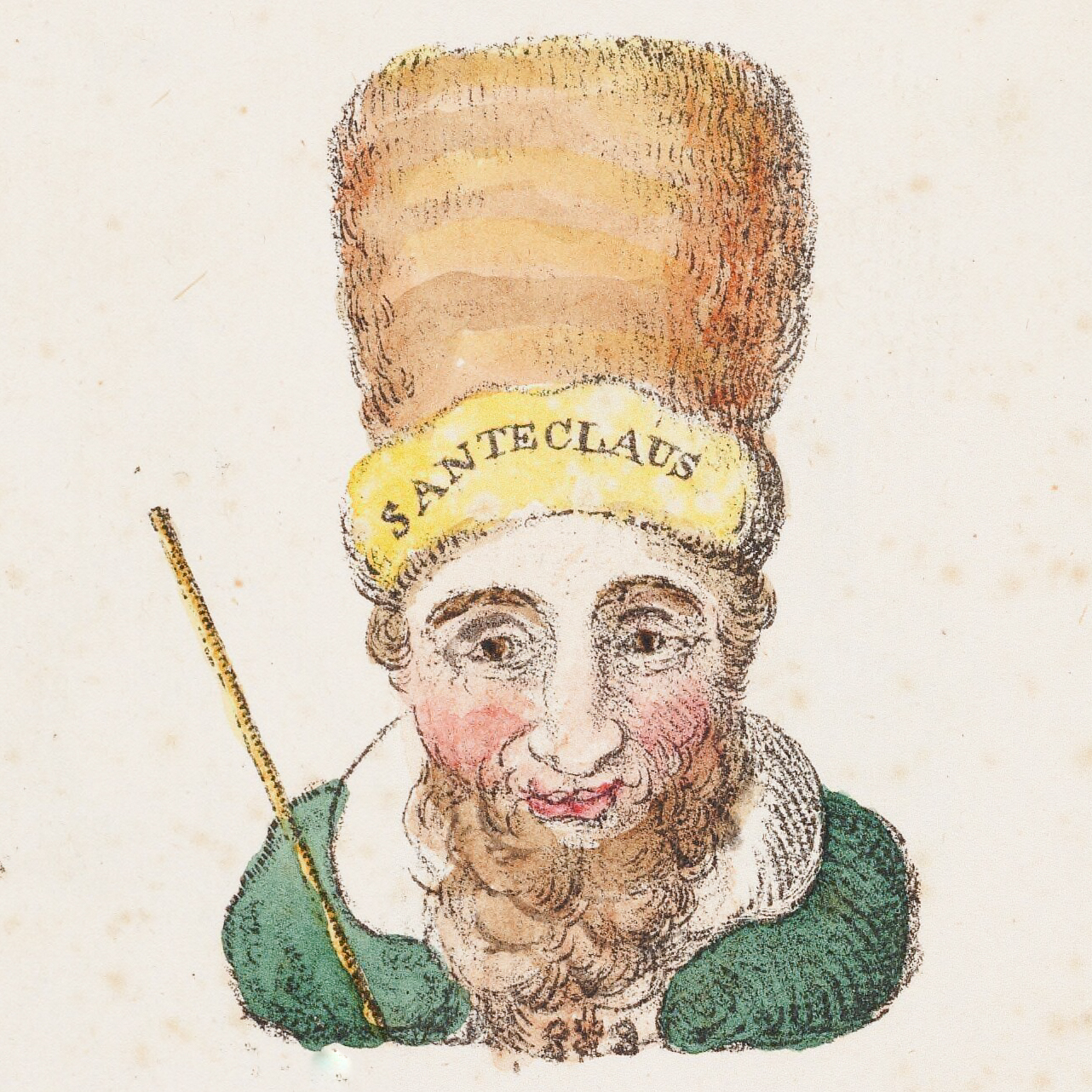
L'illustrazione della seconda strofa

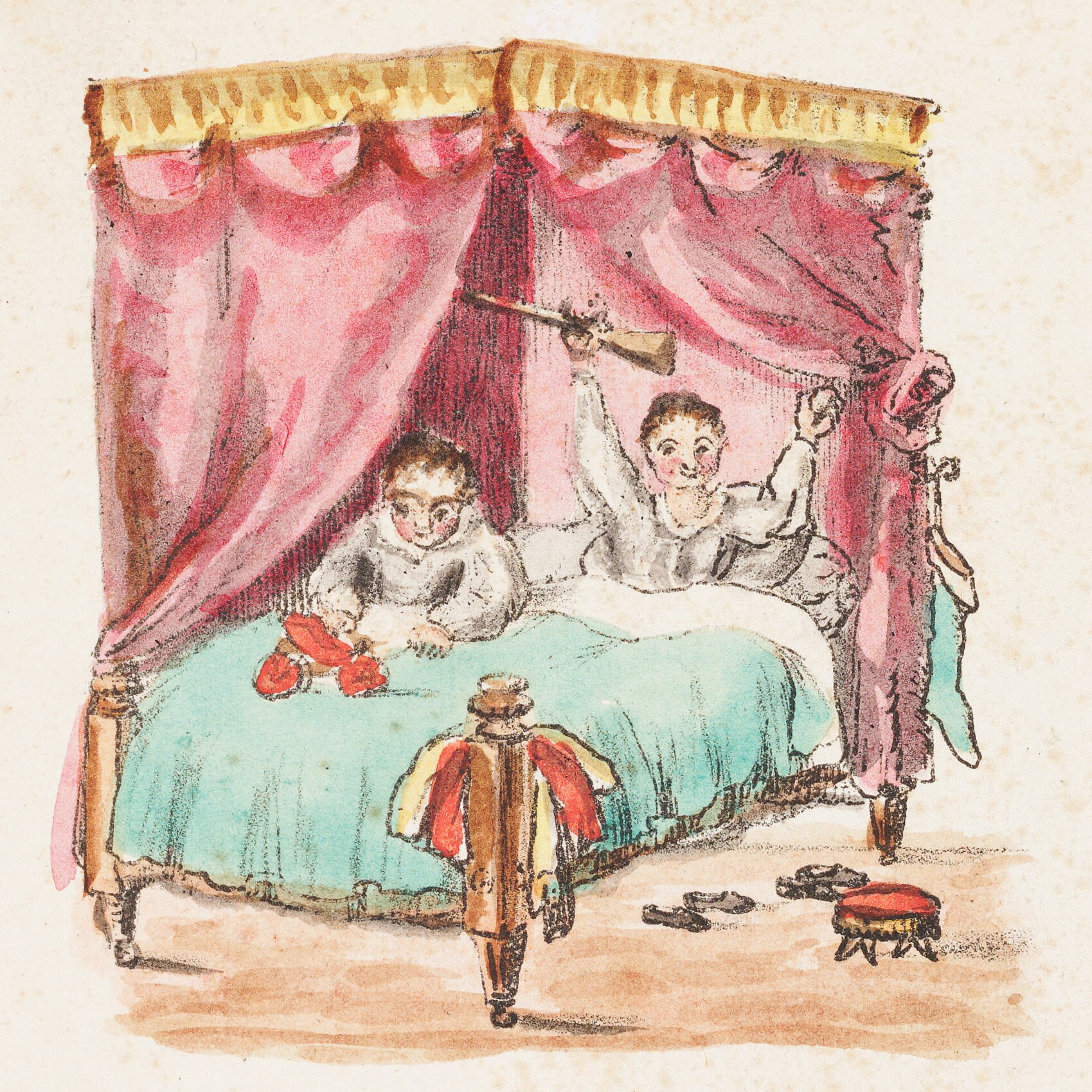
L'illustrazione della quinta strofa

Il testo si compone di otto strofe, ciascuna delle quali corredata da un'illustrazione.
Nella prima illustrazione, viene raffigurato Santa Claus a bordo della slitta e nella seconda, un ritratto di Santa Claus. Altre illustrazioni vedono invece protagonisti dei bambini impegnati con dei giochi nelle loro camerette.
Nel libro, il popolare portatore di doni non viene più raffigurato come un vescovo o in abiti tipicamente olandesi, come descritto nell'opera di Washington Iriving  A History of New York. From the Beginning of the World to the End of the Dutch Dynasty.

### Testo
Nel testo si dice che Santa Claus guida in una notte gelida guidando una slitta trainata di una renna in una notte gelida, visitando varie case e riempiendo le calze dei bambini buoni di vari doni, quali una mela, una torta, una bambola, una palla, ecc.
Le prime tre strofe del testo sono scritte in terza persona, utilizzando il presente semplice nelle prime due, mentre le restanti strofe sono scritte in prima persona e il "narratore" è lo stesso Santa Claus.
Il testo integrale recita
Old Santeclaus with much delight

His reindeer drives this frosty night,

O'er chimney-tops, and tracks of snow,

To bring his yearly gifts to you.

The steady friend of virtuous youth,

The friend of duty, and of truth,

Each Christmas eve he joys to come

Where love and peace have made their home.

Through many houses he has been,

And various beds and stockings seen;

Some, white as snow, and neatly mended,

Others, that seemed for pigs intended.

Where e'er I found good girls or boys,

That hated quarrels, strife and noise,

I left an apple, or a tart,

Or wooden gun, or painted cart.

To some I gave a pretty doll,

To some a peg-top, or a ball;

No crackers, cannons, squibs, or rockets,

To blow their eyes up, or their pockets.

No drums to stun their Mother's ear,

Nor swords to make their sisters fear;

But pretty books to store their mind

With knowledge of each various kind.

But where I found the children naughty,

In manners rude, in temper haughty,

Thankless to parents, liars, swearers,

Boxers, or cheats, or base tale-bearers,

I left a long, black, birchen rod,

Such as the dread command of God

Directs a Parent’s hand to use

When virtue's path his sons refuse.

## Influenze
Questo testo influenzò con ogni probabilità quello di un'altra famosa poesia natalzia, A Visit from St. Nicholas, pubblicata in forma anonima due anni dopo e in seguito attribuita a Clement Clarke Moore.